# Миехиккяля
Ми́ехиккяля (фин. Miehikkälä) — община в провинции Кюменлааксо на юге Финляндии. Общая площадь территории — 440,35 км², из которых 18,18 км² покрыто водой.

## История
Во время советско-финской войны (1941—1944) в Миехиккяля был организован концентрационный лагерь для советских гражданских лиц.

## Демография
На 31 января 2011 года в общине Миехиккяля проживают 2204 человек: 1136 мужчин и 1068 женщин.
Финский язык является родным для 96,06 % жителей, шведский — для 0,14 %. Прочие языки являются родными для 3,8 % жителей общины.
Возрастной состав населения:
- до 14 лет — 12,89 %
- от 15 до 64 лет — 57,89 %
- от 65 лет — 29,49 %

Изменение численности населения по годам :
| Год  | Численность |
| ---- | ----------- |
| 1980 | 3214        |
| 1990 | 2787        |
| 2000 | 2540        |
| 2010 | 2210        |
| 2011 | 2204        |